# Mittelangeln (Gemeinde)
Mittelangeln (dänisch: Midtangel) ist eine Gemeinde im Kreis Schleswig-Flensburg in Schleswig-Holstein.
Die Gemeinde wurde am 1. März 2013 aus den bisherigen Gemeinden Satrup, Havetoftloit und Rüde gebildet.

## Geographie

### Geographische Lage
Das Gemeindegebiet von Mittelangeln erstreckt sich im Zentrum der naturräumlichen Haupteinheit Angeln.

### Gemeindegliederung
Die Gemeinde besteht aus den Ortsteilen:
- Bondebrück (dänisch: Bondebro)
- Dammholm (Damholm)
- Esmark
- Groß Rüde (Store Ryde)
- Hatteshuus (Hatteshus, zurückgehend auf Hartvigshus[4])
- Havetoftloit (Havetoftløjt)
- Klein Rüde (Lille Ryde)
- Mooswatt (Mosevad)
- Nackholz (Nakholt)
- Obdrup
- Rabenkiel (Ravnkilde)
- Rehberg (Rebbjerg)
- Rehbergholz (Rebbjerg Skov)
- Rüdestraße (Rydegade)
- Rüdesüderholz (Rydesønderskov)
- Satrup, Verwaltungssitz
- Satrupholm
- Satrupkirchenholz (Satrupkirkeskov)
- Schwienholm (Svinholm)[5]
- Torsballig (Torsballe)

Die bezeichneten Orte waren in der Zeit des Dänischen Gesamtstaats den Kirchspielen (sogne) Satrup und Havetoft zugeordnet.

### Nachbargemeinden
Direkt angrenzende Gemeindegebiete von Mittelangeln sind (im Uhrzeigersinn im Norden beginnend);
Sörup–Mohrkirch–Schnarup-Thumby–Struxdorf–Uelsby–Klappholz–Havetoft–Großsolt–Ausacker

## Politik

### Gemeindevertretung
Bei der Kommunalwahl am 14. Mai 2023 wurden insgesamt 24 Sitze vergeben. Von diesen erhielt die CDU neun Sitze, die SPD sechs Sitze, der SSW vier Sitze, die Freie Wählergemeinschaft Mittelangeln drei Sitze und die FDP zwei Sitze.

### Wappen
Blasonierung: „Über einem leicht abgeflachten goldenen Dreiberg, darin zwei gekreuzte rote Torfspaten über einem grünen Buchenblatt, in Rot auf silbernem, rechtshin springendem Pferd ein silberner Gerüsteter, in der Linken einen vorgehaltenen silbernen Schild, in der Rechten eine silberne Lanze haltend.“